# Označení střel a bezpilotních letounů USA z roku 1962
Od roku 1962 ustanovilo Ministerstvo obrany Spojených států amerických jednotný systém označení střel, bezpilotních letounů, elektronických a dalších prostředků, který se vztahuje na zbraně tohoto druhu vyrobené v USA. Užívá se v ozbrojených složkách USAF, USMC a US Navy (proto tzv. Tri-Service designation system).
Do roku 1962 užívala každá složka ozbrojených sil USA své vlastní značení zbraní a letadel, což bylo často matoucí. Tuto nejednotnost nařídil odstranit ministr obrany Robert McNamara, pravidla jsou popsána v publikaci Department of Defence Publication 4120.15-L a jsou oficiálně známa jako MDS (Mission, Design and Series System).

## Formát
Označení je složeno z kombinace písmen a čísel a vyskytuje se v tomto zápisu:
××××-###×-##
× znamená v kódu písmeno, # je číslice. Výše uvedený formát je složen z maximálního možného počtu znaků, přičemž v praxi bývá kratší (zvláště u nově zavedeného vybavení/zbraně). Každý znak má svůj specifický význam a záleží na jeho umístění v dané kombinaci. Mimo této sekvence znaků (kódu) obsahují některé zbraně a prostředky i název (např. Harpoon je pojmenování raket AGM-84, RGM-84 a UGM-84; Tomahawk je označení pro AGM-109, RGM/UGM-109, BGM-109 atd.)

### Speciální modifikace zbraně
První znak × je zřídka užívaný prefix, který udává určitou speciální modifikaci zbraně. 
- C - Captive, zbraň, která může být sice přítomna na odpalovací rampě nebo v závěsníku, ale nemůže být odpálena (např. raketa, která není vybavena raketovým motorem). Jsou využívány často např. během leteckých cvičení.
- D - Dummy, maketa, nenese žádné operační vybavení (motor, hlavici nebo naváděcí zařízení). Mohou být využívány při nácvicích nebo pro aerodynamické testy.
- J - Special Test Temporary, pro dočasné speciální testování (dočasně může být např. odstraněno některé vybavení za účelem testů)
- M - Maintenance, údržba
- N - Special Test Permanent, zbraň, jejíž konfigurace byla pro účely testování natolik změněna, že již není výhodné ji vrátit zpět (např. kvůli vysokým nákladům)
- X - Experimental, experimentální, zbraň je stále ve vývoji a není sériově vyráběna
- Y - Prototype / Preserial, prototyp čili několik kusů před sériovou výrobou, které prodělávají závěrečné testy a přípravu k sériové výrobě
- Z - Planned / Proposed / Projected, plánovaná zbraň, která ještě není ani vyvíjena. V současnosti prakticky nevyužívaný znak.

### Prostředí
Druhý znak v kódu ××××-###×-## označuje prostředí (environment), odkud je zbraň odpálena. Ani tento znak nemusí být v označení přítomen (např. označení NS-7E je určeno pro navigační satelit Navstar GPS IIF).
- A - Air, vzduch, odpálena ze vzduchu (z letadla, z helikoptéry, ...)
- B - Multiple, násobné, může být odpálena z více než jednoho prostředí (např. ze vzduchu i ze zemského povrchu apod.).
- C - Coffin nebo Container, kontejner, uložena v ochranném krytu horizontálně nebo maximálně do úhlu 45° a odpalovaná ze země.
- F - Individual nebo Infantry, pro jednu osobu nebo pěchotní, přenosná a odpalovaná jednou osobou.
- G - Runway / Surface, odpalována z povrchu.
- H - Silo stored, uložena vertikálně (kolmo) ve zpevněném silu, ale odsud není odpalována. Jednalo se zejména o první generaci ICBM (HGM-16F, HGM-25A) které byly odpalovány z povrchu. V současnosti je tento znak zastaralý.
- L - Silo launched, uložena vertikálně (kolmo) ve zpevněném silu a zároveň odsud odpalována.
- M - Mobile, odpalována z pozemního vozidla nebo pojízdné plošiny (např. protiletecké raketové systémy na podvozku).
- P - Soft Pad, uchovávána a odpalována ze země z fixního (nemobilního) místa, které není výrazněji chráněno (nejde tedy např. o zpevněný kryt).
- R - Ship, hladinové plavidlo, odpalována z hladinového plavidla.
- S - Space, vesmír, odpalována z kosmického prostoru.
- U - Underwater, podvodní, odpalována pod vodou (např. z ponorky, přičemž ta může být i vynořená, ale konstrukce zbraně dovoluje i podmořský odpal).

### Účel
Třetí znak v kombinaci písmen před prvním spojovníkem v kódu ××××-###×-## označuje účel zbraně/prostředku (mission).
- C - Cargo / Transport, navržen k nesení nákladů a vybavení.
- D - Decoy, navržena nebo upravena ke zmatení a oklamání nepřátelské obrany, simuluje útočnou zbraň.
- E - Electronic warfare / Special electronic equipment, určená ke komunikaci a elektronickému boji (např. rušení nepřátelských radarů).
- G - Surface Attack, povrchový útok, určena k ničení pozemních a hladinových cílů (např. vozidla, lodě, námořní plošiny, radary, atd.).
- I - Intercept / Aerial / Space - určena k ničení vzdušných (např. letadla, vrtulníky, balistické střely) a kosmických cílů (např. satelity, balistické střely).
- L - Launch detection / Surveilance, určená k detekci odpalů a průzkumu, umožňuje vzdušný průzkum ke zjištění dráhy letu balistických střel nebo satelitů.
- M - Scientific Measurements / Calibration, určená ke sběru a analýze vědeckých a technických dat.
- N - Navigation, navigační, poskytuje navigační údaje.
- Q - Drone / Target, bezpilotní vzdušný prostředek, může to být např. průzkumný bezpilotní letoun nebo bezpilotní vzdušný cíl.
- S - Space Support, kosmická podpora, prostředek určený ke kosmické podpoře pozemních sil včetně aktivit typu umístění kosmického tělesa, jeho podporu na orbitě nebo nahrazení v případě potřeby.
- T - Training, cvičná, navržena nebo trvale přestavěna k výcvikovým účelům.
- U - Underwater attack, cílem jsou ponořené objekty, např. ponorky.
- W - Weather, počasí, prostředek shromažďuje a/nebo vysílá údaje týkající se meteorologických jevů (týká se např. výzkumných raket nebo satelitů).

### Typ
Čtvrtý a poslední znak v kombinaci písmen před prvním spojovníkem v kódu ××××-###×-## označuje typ zbraně (type).
- B - Booster, hlavní nebo pomocný pohonný systém určený jako zdroj tahu pro satelity, řízené střely nebo vzdušné prostředky, může se skládat z jednoho či více kusů.
- M - Guided missile, řízená střela, bezpilotní zbraň s vlastním pohonem, jejíž dráha letu může být po odpalu korigována (ať už vlastním automatickým systémem nebo ovládáním na dálku), určena k letu v atmosféře nebo i v kosmickém prostoru.
- N - Probe, prostředek určený k monitoringu a přenosu informací o prostředí (např. výzkumné rakety).
- R - Rocket, raketa, zbraň s vlastním pohonem, jejíž dráha letu nemůže být po odpalu korigována.
- S - Satellite, satelit, kosmický prostředek ke sběru a vysílání dat.

### Pořadové číslo
V kódu ××××-###×-## reprezentuje skupina čísel za prvním spojovníkem pořadové číslo zbraně v její kategorii. Jinými slovy kolikátá je to zbraň ve své třídě (podle typu). Údaj může být jedno- až tříciferný (např. AIM-9 Sidewinder, FIM-92 Stinger, AIM-120 AMRAAM).

### Varianta
V kódu ××××-###×-## značí písmeno za pořadovým číslem variantu zbraně. A bývá původní verze a poté jsou písmena přiřazována abecedně. I a O bývá obvykle vynecháváno, aby se nezaměňovalo s číslicemi 1 a 0. Příklad AIM-9R Sidewinder.

### Subvarianta
Poslední znaky (čísla) v kódu ××××-###×-## (za druhým spojovníkem) označují subvariantu, malou modifikaci zbraně příp. může označovat, pro jakou složku vojenských sil je určen (US Navy, USAF,  ...). Příklad AIM-9M-8/9 Sidewinder.

## Příklady
- AIM-9 Sidewinder - ze vzduchu odpalovaná řízená střela určená k boji proti vzdušným cílům, devátá ve třídě řízených střel.
- AIM-120C-7 AMRAAM - ze vzduchu odpalovaná řízená střela určená k boji proti vzdušným cílům, stodvacátá ve třídě řízených střel, třetí varianta, sedmá subvarianta
- RUR-5A ASROC - z lodi odpalovaná protiponorková raketa, pátá ve třídě raket, první varianta
- CIM-10B Bomarc - protivzdušná řízená střela odpalovaná z částečně zpevněného krytu (tzv. coffin), desátá ve třídě řízených střel, druhá varianta
- XMGM-52B Sea Lance - z mobilního prostředku odpalovaná řízená střela ve fázi vývoje určená k boji proti pozemním a hladinovým cílům, padesátá druhá ve třídě řízených střel, druhá varianta
- BQM-74E Chukar - bezpilotní vzdušný cíl s možností odpalu z více než jednoho prostředí, sedmdesátý čtvrtý ve třídě řízených střel, pátá varianta